# ラースロー・ロヴァース
ラースロー・ロヴァース（Lovász László, IPA: [ˈlovaːs ˈlaːsloː]、1948年3月9日 - ）は、ハンガリーの数学者である。 組合せ論に貢献した。2007年から2010年まで国際数学連合の総裁を務めた。

## 経歴
ブダペスト出身。国際数学オリンピックで3回金メダルを獲得し（1964年、1965年、1966年）、1963年には銀メダルを獲得した。1971年にエトヴェシュ・ロラーンド大学から数学のPh.D.を取得した。1975年までは母校の研究助手を務め、1978年までセゲドのヨージェフ・アッティラ大学（József Attila University）で講師を務めた。1983年から1993 年までエトヴェシュ・ロラーンド大学の計算機科学教授に就任。1993年から2000年までイェール大学教授、また1999年から2006 年までマイクロソフトリサーチに勤務。その後、エトヴェシュ・ロラーンド大学大学に戻り、数学研究所の所長に就任した。またウォータールー大学、ヴァンダービルト大学、ライン・フリードリヒ・ヴィルヘルム大学ボン、シカゴ大学、コーネル大学などで非常勤講師を務めた。

## 受賞歴
- 1979年 ジョージ・ポリヤ賞
- 1982年 ファルカーソン賞
- 1993年 ブラウワー・メダル
- 1999年 ウルフ賞数学部門、クヌース賞
- 2001年 ゲーデル賞
- 2006年 ジョン・フォン・ノイマン理論賞
- 2007年 ボーヤイ・ヤーノシュ研究賞(hu:Bolyai János alkotói díj)
- 2010年 京都賞基礎科学部門
- 2012年 ファルカーソン賞（2回目）
- 2021年 アーベル賞

## 科学アカデミー会員
- ヨーロッパ芸術科学人文アカデミー
- ハンガリー科学アカデミー
- ロンドン数学会
- レオポルディナドイツ科学アカデミー
- ロシア科学アカデミー
- オランダ王立芸術科学アカデミー
- スウェーデン王立科学アカデミー